# Admirał Uszakow
Admirał Uszakow (ros. Адмирал Ушаков) – radziecki pełnometrażowy film fabularny z 1953 roku w reżyserii Michaiła Romma. Dramat biograficzno-historyczny  poświęcony życiu admirała Fiodora Uszakowa (1745-1817). Jego kontynuacją jest film Okręty szturmują bastiony.

## Opis fabuły
Kapitan carskiego okrętu rezygnuje z dworskiej kariery i buduje flotę na Morzu Czarnym.

## Obsada
- Iwan Pieriewierziew – Fiodor Uszakow
- Boris Liwanow – książę Potiomkin
- Siergiej Bondarczuk – Tichon Prokofiew
- Władimir Drużnikow – Wasiliew
- Nikołaj Swobodin – Mordowcew
- Nikołaj Czistiakow – Wojnowicz
- Olga Żyzniewa – Katarzyna Wielka

## Literatura
- Sztejn[2] A., Admirał Uszakow, tłum. Stanisław Marczak-Oborski i Jadwiga Marczak-Oborska, Biblioteka Scenariuszy Filmowych, 1954[3].